# Myriosclerotinia
Myriosclerotinia is een geslacht van schimmels uit de familie Sclerotiniaceae.  De typesoort is Myriosclerotinia scirpicola.

## Soorten
Volgens Index Fungorum telt het geslacht negen soorten (peildatum maart 2023):
| Soortnaam                                          | Auteur(s)                    | Publicatiejaar |
| -------------------------------------------------- | ---------------------------- | -------------- |
| Myriosclerotinia caricis-ampullaceae               | (Nyberg) N.F. Buchw.         | 1947           |
| Myriosclerotinia curreyana (Russenknolkelkje)      | (Berk.) N.F. Buchw.          | 1947           |
| Myriosclerotinia dennisii (Wollegrasknolkelkje)    | (Svrček) J. Schwegler        | 1978           |
| Myriosclerotinia duriaeana (Groot zeggeknolkelkje) | (Tul. & C. Tul.) N.F. Buchw. | 1947           |
| Myriosclerotinia juncifida                         | (Nyl.) J.T. Palmer           | 1969           |
| Myriosclerotinia luzulae                           | T. Schumach. & L.M. Kohn     | 1985           |
| Myriosclerotinia scirpicola                        | (Rehm) N.F. Buchw.           | 1947           |
| Myriosclerotinia sulcatula                         | T. Schumach. & L.M. Kohn     | 1985           |
| Myriosclerotinia vahliana                          | (Rostr.) N.F. Buchw.         | 1947           |